# Беатріче Ченчі
Беатріче Ченчі (італ. Beatrice Cenci; 6 лютого 1577, палаццо Ченчі, Рим — 11 вересня 1599, міст Святого Ангела, Рим) — італійська дворянка, ув’язнена своїм батьком, римським аристократом Франческо Ченчі (1527–1598), який неодноразово ґвалтував її.  Щоб уникнути знущань і втекти з дому, у 1598 році разом з мачухою Лукрецією Петроні-Ченчі і братом Джакомо вступила в змову, щоб убити батька, грубого і розбещеного старого, який знущався над членами своєї сім'ї.  Історія вбивства та те, що до нього призвело, шокувала Європу.  Незважаючи на суспільноге співчуття, Беатріче Ченчі було обезголовлено в 1599 році після жахливого судового процесу з катуванням за вбивство в Римі. Беатріче прославилася своєю красою, гідною і величною поведінкою під час суду і страти. Ця історія послужила сюжетом численних літературних творів.
Цю історію згадує Тарас Шевченко в поемі «Княжна».